# Кит убица
Кит убица или орка (лат. Orcinus orca) је највећи представник породице делфина (Delphinidae). Живи у свим океанима, од ледених северних океана до топлих, тропских мора.
Китови убице су окретне грабљивице. Неке популације се углавном хране рибом, а другим популацијама храну представљају морски сисари, укључујући морске лавове, фоке и друге китове. Постоји пет различитих врста китова убица, неке од њих се могу сврстати као подврсте, чак и као посебне врсте. Орке су изразито друштвени китови.
Иако нису угрожена врста, неке локалне популације се сматрају угроженим услед загађења, смањења доступности њихове хране, сусрета са бродовима и мрежама, губитка станишта и криволова. Генерално се не сматрају опасним по човека. Међутим, неки китови у воденим забавним парковима су нападали своје тренере.

## Таксономија и име
Кит убица је једини представник рода Orcinus и један међу 35 врста у породици делфина.
Име „орка“ су први користили стари Римљани како би именовали ову животињу. Вероватноћа је да су ту реч усвојили од грчке речи ὄρυξ која се између осталих ствари односила на врсту кита. Назив „орк“ се користио да се опише велика риба, кит или морска неман.

## Опис
Орке имају видљива обележја на свом телу; са црним леђима, белим грудима и боковима и белом ознаком изнад и иза очију. Млади су жути или наранџасти на рођењу, али како расту кожа добија белу боју. Орке имају гломазно и здепасто тело са великим леђним перајем. Мужјаци обично нарасту од 6.5 до 8 m и теже до 6 тона. Забележени су изузетно велики мужјаци који су достигли тежину од скоро 8 тона. Женке су мање, дугачке су од 5.7 до 7 m и тешке око 5 тона. Најдужа орка икад забележена је био мужјак са обала Јапана - био је дугачак 9,8 m. Млади по рођењу теже око 180 килограма и дугачки су око 2,4 m. Са својом дужином и снагом орка је најбржи морски сисар, често достижући брзину од 56 km/h.
За разлику од других делфина, грудно пераје орке је крупно и округло и више личи на педалу него код других врста делфина. Мужјаци имају видљиво већа грудна пераја од женки. Скоро два пута су дужа, мерећи 1,8 m и више имају облик троугла. Код женки пераја су генерално искривљенија и краћа.

## Животни циклус
Женке су полно зреле са око 15 година живота. Трудноћа варира од 15 до 18 месеци. Рађају отприлике на сваких пет година. Порођај се може одвити у било које доба године, док су најчешћи они у зимским месецима. Стопа смртности младунчади је веома висока - близу половина свих младих не доживи 6 месеци. Мајке доје до две године, али са 12 месеци млади почињу да узимају чврсту храну. Сви чланови јата, укључујући и мужјаке свих старосних доба, учествују у подизању младих китова.
Женке се паре док не напуне око 40 година, што значи да укупно окоте просечно пет младунчади током живота. Обично женке доживе 50 година, док у крајњим случајевима могу да доживе старост од 80 па чак и до 90 година. Мужјаци живе краће, око 45 година. Рекордер је кит убица, познат и као „Стари Том“ - његову појаву су пратили сваке зиме од 1843. до 1932. године код Новог Јужног Велса у Аустралији, што значи да је имао најмање 89 година. Животни век орки у заточеништву је знатно краћи, обично не живе дуже од 25 година.

## Распрострањеност
Китови убице живе у скоро свим морима и океанима, укључујући и Средоземна и арапска мора, што је необично за остале китове. Ипак, преферирају умереније и хладније регионе.
Велике концентрације орке се налазе у североисточном басену Пацифика, где се Канада спаја с Аљаском, на обалама Исланда и северне Норвешке. Често се виђају у антарктичким водама. На Арктику се, међутим, ретко виђају зими. Такође су ретки у индонежанским и филипинским тропским водама.
Не постоји информација о целокупној светској популацији орки. Локална процена на Антарктику износи 70–80.000 китова, у тропском Пацифику 8,000, око Јапана до 2,000, око Норвешке 1,500 и око североисточног Пацифика има око 1,500 орки. Укупна популација се слободно процењује на максимално 100.000 китова убица.

## Исхрана
Орке су врхунске грабљивице. Понекад се називају вуковима мора због тога што лове у јатима. Орка просечно поједе 227 килограма хране свакодневно.
Лове разне врсте плена. Поједине популације се специјализују за само једну врсту плена. На пример, китови око Норвешке и Гренланда лове харингу и прате миграторну руту те рибе до норвешких обала сваке јесени. Друге популације се хране фокама. Становницима североисточног Пацифика, лосос сачињава 96% исхране.
Орке су познате по томе да повремено нападају и узнемирују плискавице и фоке без икаквог очигледног разлога.
Орке једу 30-ак врста риба, посебно лососа, харингу и туну, затим се хране неким врстама ајкула (Cetorhinus maximus, Carcharhinus longimanus, Sphyrna zygaena). Једном приликом, на обалама Калифорније, је убијена велика бела ајкула од стране мајке кита убице која је штитила своје младунче. Младунче је затим појело ајкулину јетру богату нутритивним састојцима. Око Новог Зеланда китови убице су посматрани како лове и раже. Плен укључују и главоношци и морске корњаче.
Забележено је да су 22 врсте китова (укључујући сивог кита, плавог кита, уљешуру...) плен китова убица. То су углавном младунци или слабе и повређене животиње. Међутим, група од пет и више орки је у стању да савлада одраслу јединку.
Када лове младог кита, орке их најчешће прате и гоне док их не изморе. Тада успевају да одвоје мајку од младунчета, спречавајући га да удахне ваздух на површини. Китови су обично удављени овом приликом. Мало јато женки уљешура понекад успе да одбрани младе формирајући круг око њих. Лов на велике китове захтева пуно времена, често и до седам сати. Канибализам је такође примећен код орки.
Други морски сисари који представљају плен оркама су морски лавови и фоке. Моржеви и морске видре, као и бели медведи се ретко лове.
Неколико врста птица се лови, укључујући пингвине, корморане и морске галебове.

## Орке и људи
Први опис кита убице је дао Плиније Старији у својој Historia Naturalis написаној око 70. године нове ере.

### Лов
Највећи удео у лову на орке има Норвешка. Од 1938. до 1981. норвешки китоловци су убијали просечно 56 китова сваке године. Јапан је на другом месту - 43 животиње сваке године од 1946. до 1981. Совјетски Савез је ловио неколико китова сваке године око Антарктика. Изузетак је 1980. година када су побили 916 китова.
Данас, ниједна држава не спроводи знатан удео у китолову. Мали удео припада Индонезији и Гренланду. Понекад су орке ловљене због конкуренције за рибом. 1950. године USAF (Ратна авијација САД) је на молбу Владе Исланда користила бомбере и стрелце са пушкама како би побила орке у исландским водама због рибе.

### Заточеништво
Први кит убица ухваћен и приказан у заточеништву је био онај 1964. године у Ванкуверу. У следећих 15 година око 60 до 70 орки је ухваћено у Пацифику за овакве сврхе. Током касних седамдесетих и до половине осамдесетих, орке су хватали углавном из исландских вода (50 китова за пет година). Од тада, орке се успешно „гаје“ у акваријумима и воденим парковима.
Критичари тврде да заточене орке живе стресним животом услед малих акваријума, лажне друштвене структуре и хемијски модификоване воде. Такве орке су повремено испољавали агресију међусобно и према људима, услед стреса.

### Напади на људе
Потврђено је неколико напада дивљих китова убица на људе. Један од њих је и напад на дечака који је пливао у водама Аљаске. За више напада на људе су заслужни заробљени китови. Новинари су забележили да су орке напале близу 24 људи још од 1970-их година.

## Галерија
- Орка искаче у водама код Аљаске
- Леђна пераја китова убица
- Илустрација кита убице
- Маркица Фарских острва са ликом кита убице